# Antoine Pélissié (de Mirandol)
Antoine Pélissié (de la Mirandole ou de Mirandol) est un homme politique français né le 14 août 1786 à Rouffiac et mort le 7 septembre 1850 à Paris.

## Biographie
Il est issu de la famille de notaires Pelissié de la commune de Rouffiac (46).
Négociant, propriétaire, Conseiller Général de son canton de Luzech, maire de sa commune d'Albas (Lot), il est député du Lot de 1837 à 1842 et de 1846 à 1848, siégeant au centre gauche, puis se rapprochant de l'opposition libérale.
A son patronyme d'état civil "Pelissié", il ajouta celui de son domicile de Mirandol à Albas (Lot) pour sa carrière politique.
Marié à Martina Manuella de Castro originaire de St-Thomas (iles vierges américaines), il eut de nombreux enfants (13). Il maria sa fille Léocadie Pelissié de Castro à François-Joseph Pradines, notaire et conseiller général de Limogne-en-Quercy avec qui elle eut deux enfants dont Georges Pradines, notaire et spéléologue. Son autre fille Maximia se maria à Paul Cangardel de la famille des banquiers de Cahors(46). Sa fille Rose se maria au sénateur républicain du Lot Paul Delord et leurs 2 filles Agathe et Marie-Anne Delord se marièrent respectivement au préfet Éloi Béral et à son frère sénateur-préfet Edmond Béral.